# Представки SI
Представките от SI (десетичните представки) са префикси, добавяни пред наименованията или означенията на единиците за измерване на физичните величини, които служат за формиране на кратни и дробни единици. Последните се различават от базовата единица определен брой пъти, като този брой е степен на числото 10. Десетичните представки се използват за намаляване на броя на нулите в числените стойности на физичните величини.
Препоръчваните представки и техните означения са тези, които са определени от Международната система единици (SI), но тяхната употреба не е ограничена до SI. Някои представки датират от въвеждането на метричната система през 1795 г. Последното допълнение към списъка с представки се състоя през 2022 г.
Наименованията и означенията на десетичните представки са посочени в таблицата (в съответствие със стандарта БДС ISO 80000-1 „Величини и единици. Част 1: Общи положения“). Кратна или дробна единица се означава, като слято пред символа (означението) на основната единица се напише символът на представката, например: pg – пикограм; km – километър; nF – нанофарад.

## Представки за кратни единици
Кратните единици са единици, които са цяло число (10 на някаква цяла положителна степен) пъти по-големи от основната единица за измерване на дадена физична величина. Международната система единици (SI) препоръчва следните десетични представки за означаване на кратни единици:
| Символ | Десетичен множител | Наименование | Година на въвеждане |
| ------ | ------------------ | ------------ | ------------------- |
| da     | 101                | дека         | 1795                |
| h      | 102                | хекто        | 1795                |
| k      | 103                | кило         | 1795                |
| M      | 106                | мега         | 1873                |
| G      | 109                | гига         | 1960                |
| T      | 1012               | тера         | 1960                |
| P      | 1015               | пета         | 1975                |
| E      | 1018               | екса         | 1975                |
| Z      | 1021               | сета         | 1991                |
| Y      | 1024               | йота         | 1991                |
| R      | 1027               | рона         | 2022                |
| Q      | 1030               | квета        | 2022                |

## Двоични представки
Двоичните представки са специални представки за кръгли двоични числа (т.е. числа, представени в двоичната бройна система), които трябва да заменят неправилно използваните в цифровата техника десетични представки от SI за кратни единици.
Някои от десетичните представки за кратни единици се използват с единици за количество информация (битове и байтове), но значението им в тези случаи не отговаря на конвенцията на системата. Вместо степени на 10 трябва да се използват степени на 2, тъй като съвременните компютърни системи се основават на двоичната бройна система. Така например, 1 килобайт е равен на 1024 (210), а не на 1000 байта.

## Представки за дробни единици
Дробните единици съставляват определена част от установената мерна единица за дадена величина. Те са цяло число (10 на някаква цяла положителна степен) пъти по-малки от съответната единица. Международната система единици (SI) препоръчва следните представки за означаване на дробни единици:
| Символ | Десетичен множител | Наименование | Година на въвеждане |
| ------ | ------------------ | ------------ | ------------------- |
| d      | 10−1               | деци         | 1795                |
| c      | 10−2               | санти        | 1795                |
| m      | 10−3               | мили         | 1795                |
| µ      | 10−6               | микро        | 1873                |
| n      | 10−9               | нано         | 1960                |
| p      | 10−12              | пико         | 1960                |
| f      | 10−15              | фемто        | 1964                |
| a      | 10−18              | ато          | 1964                |
| z      | 10−21              | септо        | 1991                |
| y      | 10−24              | йокто        | 1991                |
| r      | 10−27              | ронто        | 2022                |
| q      | 10−30              | квекто       | 2022                |